# Arthur Ernest Mourant

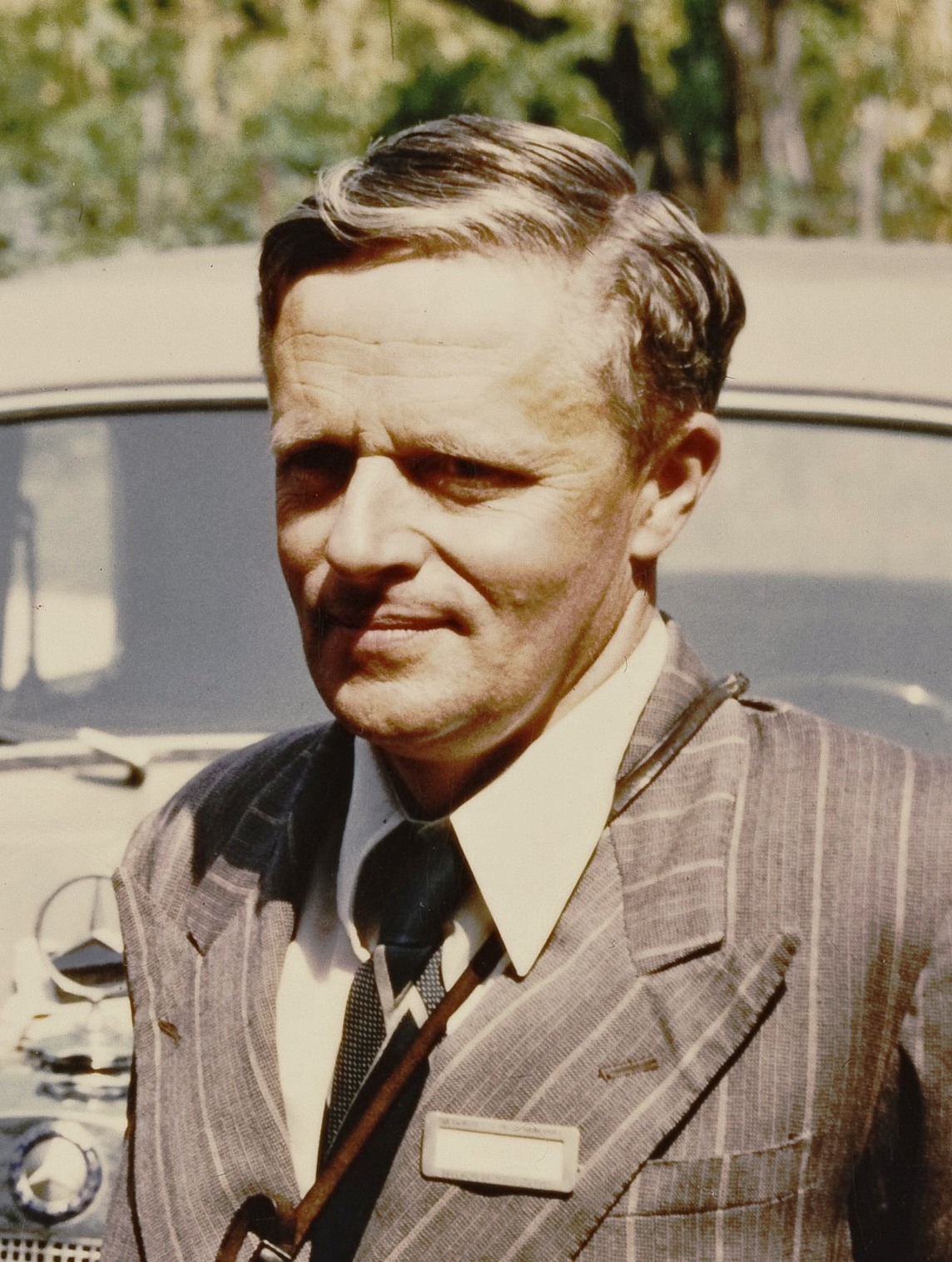
Mourant 1954

Arthur Ernest Mourant (* 11. April 1904 in La Hougue Bie, Jersey; † 29. August 1994 in Jersey) war ein britischer Chemiker, Hämatologe und Genetiker.

## Lebenslauf
Mourant studierte Chemie in Oxford. Er erhielt den Doktor der Philosophie mit einer Arbeit über Geologie 1931. Er war damals Anhänger Wegeners Theorie der Kontinentalverschiebung, die noch nicht anerkannt wurde. Nach seinem Studium fand er keine Stelle. Stattdessen gründete er eine Pathologie in Jersey.
Er wandte sich dann der Medizin und Chirurgie zu und begann dazu in London zu studieren. Als er dort zum hämatologischen Labor kam, forschte er insbesondere zu Blutgruppen und zeigte etwa die weltweite ethnische Abhängigkeit, später veröffentlicht als „The Distribution of the Human Blood Groups“. Mit anderen Mitarbeitern fand und beschrieb er neue Blutgruppenantigene, beispielsweise die Erstbeschreibung des Kell-Faktors.
1973 erhielt Mourant den Karl Landsteiner Memorial Award.